# 日产化学
日产化学（英語：Nissan Chemical Corporation）是一家日本化学品公司。

## 历史
前身东京人造肥料于1887年由高峰讓吉和澀澤榮一和益田孝在东京都建立，1893年商号变更为东京人造肥料株式会社，1910年商号变更为大日本人造肥料株式会社，1937年商号变更为日产化学工业株式会社，1949年在东京证券交易所挂牌上市，2018年商号变更为日产化学株式会社。

## 画廊

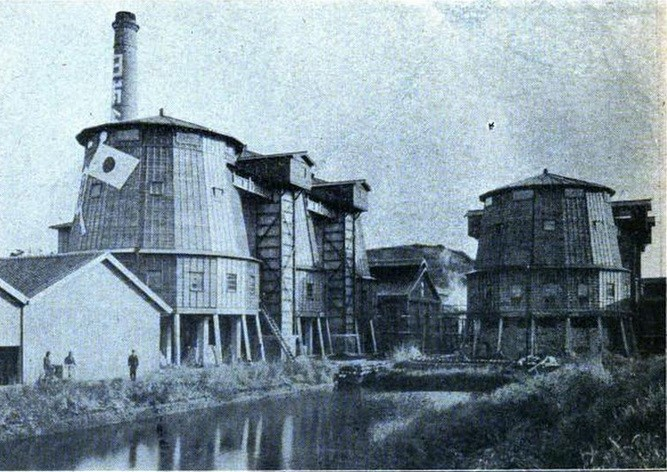
日本舍密 1908年左右
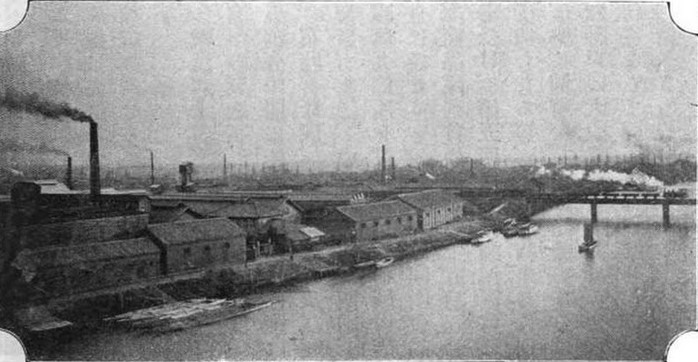
大阪硫曹 1908年左右
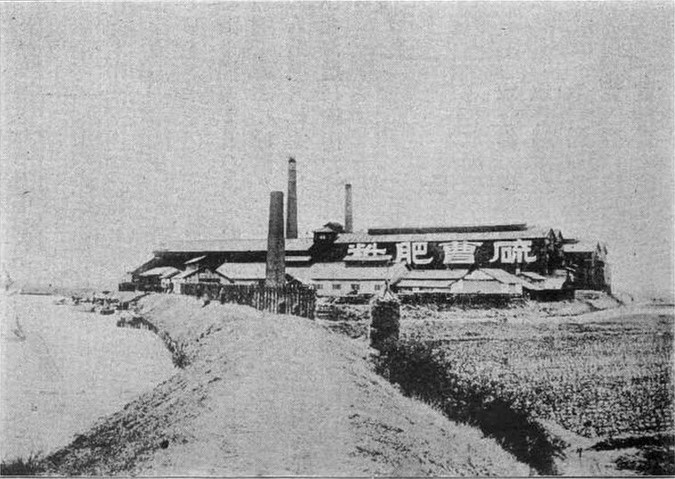
大阪硫曹大和田工厂 1908年左右
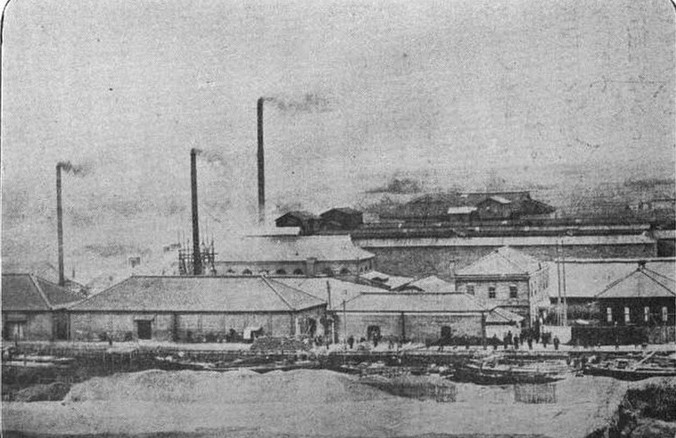
东京人造肥料 1908年左右
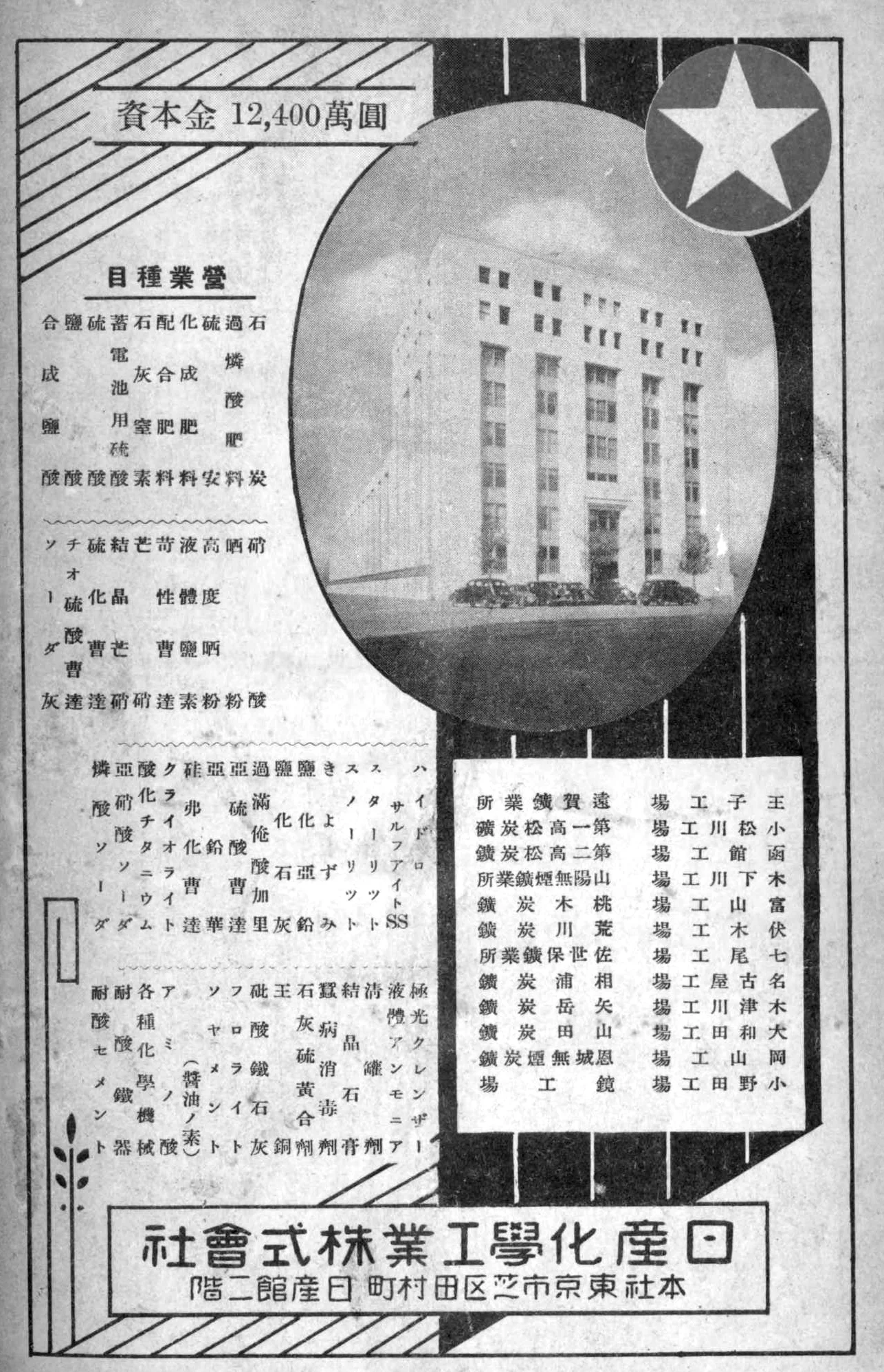
1939年广告